# مدال تسخیر کونیگسبرگ
مدال تسخیر کونیگسبرگ (به روسی: Медаль За взятие Кёнигсберга) یک مدال جنگی اتحاد جماهیر شوروی سوسیالیستی در جنگ جهانی دوم که در ۹ ژوئن ۱۹۴۵ بنا شده‌است و برای مشارکت‌کنندگان نظامی و غیرنظامی که در تسخیر کونیگسبرگ، پروس در مقابل نیروهای آلمان نازی جنگیدند به وجود آمده‌است.

برخی از دارندگان مدال:
- ایوان پاولویچ سیتیخوف
- گئورگی بوریسوویچ پترز
- الکساندر توروتین
- ایوان ایوانویچ